# River City Ransom
River City Ransom (Japan: ダウンタウン熱血物語; ook wel Street Gangs) is een videospel dat werd ontwikkeld en uitgegeven door Technos Japan Corperation. Het spel is een actiespel dat in 1989 uitkwam voor het platform Nintendo Entertainment System. Later volgde ook andere platforms. De speler speelt Ryan of Alex. De vriendin van Ryan is ontvoerd door de kwaadaardige Slick. Tevens heeft hij de middelbare school overgenomen. De speler moet tegen verschillende bendes vechten voordat hij tegen Slick een eindgevecht kan voeren. Met de gevechten wint de speler geld waarmee hij voorwerpen kan kopen.

## Platforms
| Jaar | Platform                       |
| ---- | ------------------------------ |
| 1989 | NES                            |
| 1990 | Sharp X68000                   |
| 1993 | TurboGrafx CD                  |
| 2004 | Game Boy Advance               |
| 2007 | Virtual Console (Wii)          |
| 2012 | Virtual Console (Nintendo 3DS) |

## Ontvangst
Het spel werd wisselend ontvangen:
| Beoordeeld door   | Jaar | Platform         | Score |
| ----------------- | ---- | ---------------- | ----- |
| Netjak            | 2002 | NES              | 95%   |
| Player One        | 1992 | NES              | 93%   |
| IGN               | 2008 | Wii              | 90%   |
| GameSpy           | 2004 | Game Boy Advance | 80%   |
| All Game Guide    | 2004 | Game Boy Advance | 80%   |
| NES Archives      | 2009 | NES              | 75%   |
| Game Shark        | 2004 | Game Boy Advance | 75%   |
| Joystick (French) | 1992 | NES              | 74%   |
| GameSpot          | 2004 | Game Boy Advance | 69%   |
| GamerDad          | 2004 | Game Boy Advance | 40%   |